# The Book of Unwritten Tales
The Book of Unwritten Tales est un jeu vidéo d'aventure en pointer-et-cliquer développé par King Art Games et édité par HMH Interactive, sorti en 2009 sur Windows, Mac et Linux.
Il a pour suite la préquelle The Book of Unwritten Tales: The Critter Chronicles et The Book of Unwritten Tales 2.

## Accueil
- Canard PC : 9/10[1]